# Харалсон (округ)
Ха́ралсон (англ. Haralson County) — округ штата Джорджия, США. Население округа на 2000 год составляло 25 690 человек. Административный центр округа — город Бьюкенен.

## История
Округ Харалсон основан в 1856 году.

## География
Округ занимает площадь 730,4 км².

## Демография
Согласно Бюро переписи населения США, в округе Харалсон в 2000 году проживало 25 690 человек. Плотность населения составляла 35.2 человек на квадратный километр.